# Les Planches
Les Planches (toponimo francese; dal 1953 al 1961 ufficialmente Montreux-Planches) è una frazione del comune svizzero di Montreux, nel Canton Vaud (distretto della Riviera-Pays-d'Enhaut).

## Storia

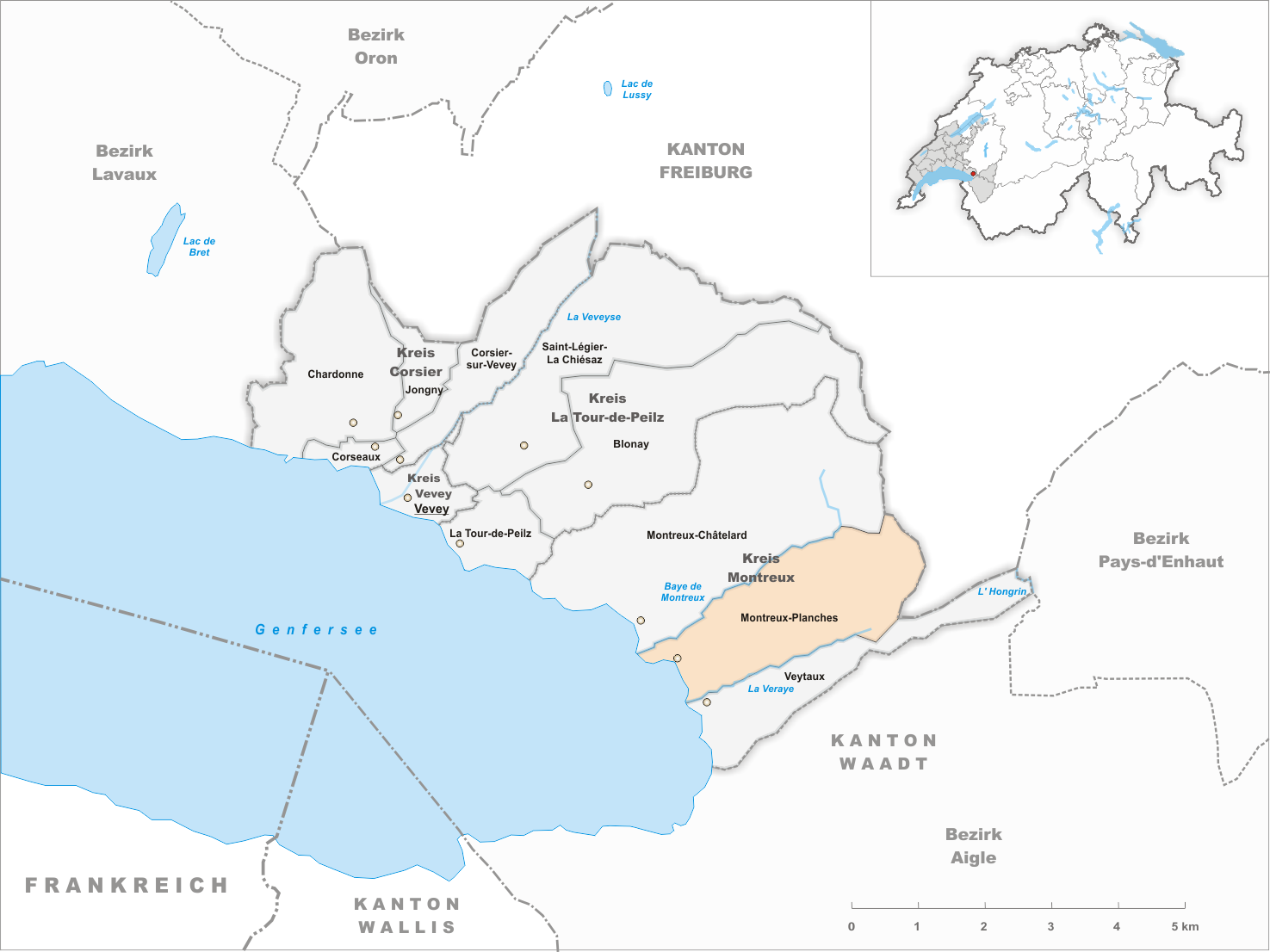
Il territorio del comune di Montreux-Planches prima degli accorpamenti comunali del 1962

Già comune autonomo che apparteneva al distretto di Vevey e che comprendeva anche le frazioni di Collonge, Glion, Territet e Veraye, nel 1962 è stato accorpato all'altro comune soppresso di Le Châtelard per formare il nuovo comune di Montreux.

## Monumenti e luoghi d'interesse

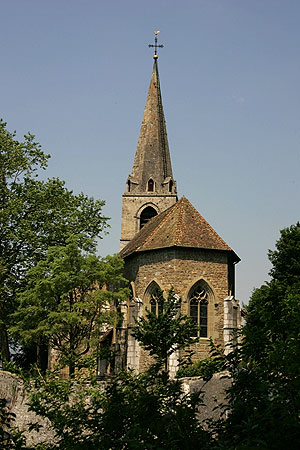
La chiesa di San Vincenzo

- Chiesa riformata di San Vincenzo, attestata dal 1228 e ricostruita nel 1507[1].

## Società

### Evoluzione demografica
L'evoluzione demografica è riportata nella seguente tabella:
Abitanti censiti

## Amministrazione
Ogni famiglia originaria del luogo fa parte del cosiddetto comune patriziale e ha la responsabilità della manutenzione di ogni bene ricadente all'interno dei confini della frazione.